# Значимый другой
Значимый другой (англ. significant other, SO) — общий термин для обозначения человека, который имеет важное значение для жизни индивида, например член семьи или близкий друг.
Термин significant other впервые был использован американским психиатром, психотерапевтом и психоаналитиком Гарри Стеком Салливаном.
«Значимый другой» также используется как внегендерный термин для обозначения партнёра/партнёрши в интимных отношениях, не раскрывающий и не предполагающий какой-либо информации о семейном статусе, близости взаимоотношений или сексуальной ориентации.
В этом значении термин в англоязычных странах иногда используется в приглашениях, например на свадьбы и офисные вечеринки, и приобретает всё большее распространение среди некоторых групп населения, прежде всего молодёжи.
Понятие «значимые другие» в исследованиях воздействия массовой коммуникации применяется к неформальным «лидерам мнений» из непосредственного окружения индивида, мнения которых он принимает в расчет при оценке сообщений прессы, радио и телевидения